# Geckenau
Geckenau ist ein Gemeindeteil der Gemeinde Bastheim im unterfränkischen Landkreis Rhön-Grabfeld in Bayern.

## Geografie
Das Dorf liegt in der Gemarkung Bastheim im Tal der Els bei der Mündung des Braidbachs. Durch Geckenau führt der Fränkische Marienweg.

## Geschichte
Die Ortschaft war im Jahre 1285 entvölkert.

## Kultur
Sehenswert sind die renovierte Dickasmühle aus dem Jahr 1716 mit Fachwerk und altem Mühlrad sowie die Gewölbebrücke über dem Elsbach (um 1797/98). Ein Echter-Bildstock von 1617 befindet sich im Ort.
Der einzige Ortsverein ist die Freiwillige Feuerwehr.